# Santa Maria in Portico Octaviae (titre cardinalice)
La diaconie de Santa Maria in Portico Octaviae est un titre cardinalice institué en 590 par le pape Grégoire Ier  à proximité de la prison Decemvirale. Le 26 juin 1662, l'église à laquelle était attaché le titre étant tombée en ruine, Alexandre VII supprime le titre et le rattache à l'église située Piazza di Campitelli en lui donnant son nom actuel de Santa Maria in Portico Campitelli.

## Titulaires
- Teodino Sanseverino, OSB (1088-1099)
- Romano (1099-1135)
- Chrysogone, OSB (1134-1138)
- Ribaldo (1138-1139)
- Pietro (1140-1145)
- Guido (1145)
- Guy (1145- circa 1159)
- Gualterio (ou Gautier) (~1149- ~1155)
- Giovanni Pizzuti, (1155-1158)
- Giovanni de' Conti di Segni (1158-1167)
- Laborante (ou Laborans) (1171-1179)
- Rolando Paparoni (1180-1184)
- Roland, OSB (1185-1188)
- Gregorio Galgano (1188-1202)
- Giacomo Guala Bicchieri (ou Beccaria) (1205-1211)
- Matteo Rosso Orsini (1262-1305)
- Arnaud de Pellegrue (1305-1331)
- Hugues de Saint-Martial (1361-1403)
- Giovanni Battista Zeno (ou Zen) (1468-1470)
- Vacant (1470-1500)
- Marco Cornaro (1500-1513)
- Bernardo Dovizi da Bibbiena (1513-1520)
- Francesco Pisani (1528-1541)
- Juan Álvarez de Toledo (1541)
- Antoine Sanguin de Meudon (1541-1550)
- Francesco Pisani, à nouveau (1550-1555)
- Girolamo Doria (1555-1558)
- Alfonso Carafa (1558-1559)
- Vitellozzo Vitelli (1559-1564)
- Innocenzo Ciocchi del Monte (1564-1568)
- Francesco Alciati (1569-1580)
- Ippolito de Rossi (1586-1587)
- Hugues Loubens de Verdalle (1588-1595)
- Bartolomeo Cesi (1596-1611)
- Ferdinando Gonzaga (1612-1615)
- Ferdinand d'Autriche (1619-1641)
- Virginio Orsini (1642)
- Vincenzo Costaguti (1643-1652)
- Francesco Maidalchini (1654-1662)

## Sources
- (it) Cet article est partiellement ou en totalité issu des articles intitulés en italien « Santa Maria in Portico Octaviae (diaconia) » (voir la liste des auteurs) et  « Santa Maria in Portico Campitelli (diaconia) » (voir la liste des auteurs).